# 1976 na rádio
Nesta página encontrará referências aos acontecimentos directamente relacionados com a rádio ocorridos durante o ano de 1976.

## Nascimentos
| Data          | Nome            | Profissão              | Nacionalidade | Observações | Ref |
| ------------- | --------------- | ---------------------- | ------------- | ----------- | --- |
| 24 de janeiro | Márvio Lúcio    | humorista e radialista | Brasil        |             |     |
| 6 de maio     | Cristina Vieira | jornalista             | Brasil        |             |     |
| 27 de maio    | Gustavo Chacra  | jornalista             | Brasil        |             |     |

## Mortes
| Data       | Nome               | Profissão                                                                    | Nacionalidade | Observações | Ref |
| ---------- | ------------------ | ---------------------------------------------------------------------------- | ------------- | ----------- | --- |
| 7 de junho | Thalma de Oliveira | jornalista, radialista, dramaturgo, autor de telenovelas, poeta e roteirista | Brasil        | n. 1917     |     |